# レイスウェイク条約
レイスウェイク条約（英: Treaty of Ryswick, 仏: Traité de Ryswick, 蘭: Vrede van Rijswijk）は、1697年9月20日にオランダのレイスウェイクで締結された国際条約。
1688年に勃発した大同盟戦争（アウクスブルク同盟戦争、プファルツ継承戦争）を終結させた。この条約で1679年のナイメーヘン条約以降に占領された地域の回復を基本的に定めた。

## 内容
条約締結によってルイ14世のフランスはストラスブールとサンドマング（現在のハイチ）を獲得し、南インドのポンディシェリとカナダのノヴァスコシアを回復した。
スペインはフランスに占領されたカタルーニャとルクセンブルクなどの地域を回復し、長くフランス領だったロレーヌ公国は一旦神聖ローマ帝国の封土としてロレーヌ公レオポルトに返還された。
イングランドは領土的に得たものはないが、ルイ14世はウィリアム3世をイングランド王と認め、名誉革命によってフランスに亡命していたジェームズ2世を今後援助しないことを約束した。
スウェーデンは、プファルツ家の継承地プファルツ＝ツヴァイブリュッケン公領（帝国封土）をフランスより主権奪回した。
プファルツ選帝侯はフィリップ・ヴィルヘルムの息子ヨハン・ヴィルヘルムが継承、ルイ14世は義妹のエリザベート・シャルロット・ド・バヴィエールの継承権を主張しないことを約束した。